# Lac de Jablanica
Le lac de Jablanica (en serbe : Jablaničko jezero) est un lac artificiel créé en 1953 et localisé au centre de la Bosnie-Herzégovine. Les localités proches sont Konjic et Jablanica. En 2017, il a perdu la quasi-totalité de sa superficie.

## Histoire
Le lac artificiel a été créé en 1953. La construction du barrage adjacent s'est étendue de 1954 à 1958. Il fut réalisé sans aide extérieure ni matériaux importés. Le lac et son barrage représentent l'un des grands projets du Maréchal Tito. La construction du dispositif hydroélectrique a mené à la destruction puis l'engloutissement de plusieurs villages, et l'exil de leurs habitants.
En février 2012, un assèchement du lac révèle la présence d'un cimetière englouti dans son lit. L'année 2012 fut la pire sécheresse en 40 ans dans la région,.
En 2017, les pêcheurs du lac accusent la société de production hydroélectrique Elektroprivreda de surexploiter les barrages du lac Jablanica, causant un assèchement anormalement long qui provoque la perte d'une réserve halieutique de plus de 2 millions de poissons,.

## Économie
Le lac permet de fabriquer de l'énergie hydroélectrique. Son barrage (Jablanica Hydroelectric Power Plant Bosnia and Herzegovina) a une capacité de production de 180 MWe (2 000 mégawatts-heures d'électricité par an),.
Le lac attire également de nombreuses personnes venant pratiquer des sports nautiques. La pratique de la pêche est également présente grâce à treize espèces de poissons. Les rives sont garnies de résidences secondaires qui accueillent les touristes.